# Mytilinioí
Mytilinioí (Mytilinioi) är en ort i Grekland.   Den ligger i prefekturen Nomós Sámou och regionen Nordegeiska öarna, i den östra delen av landet, 280 km öster om huvudstaden Aten. Mytilinioí ligger 110 meter över havet och antalet invånare är 1 982. Den ligger på ön Samos.
Terrängen runt Mytilinioí är huvudsakligen kuperad, men åt nordväst är den bergig. Närmaste större samhälle är Néon Karlovásion, 19,2 km väster om Mytilinioí. 